# NGC 3717
NGC 3717 est une vaste galaxie spirale vue par la tranche et située dans la constellation de l'Hydre. NGC 3717 a été découverte par l'astronome britannique John Herschel en 1834.

## Caractéristiques
La classe de luminosité de NGC 3717 est II et elle présente une large raie HI. Elle renferme également des régions d'hydrogène ionisé.

### Distance
Sa vitesse par rapport au fond diffus cosmologique est de 2 073 ± 24 km/s, ce qui correspond à une distance de Hubble de 30,57 ± 2,17 Mpc (∼99,7 millions d'al).
À ce jour, 16 mesures non basées sur le décalage vers le rouge (redshift) donnent une distance de 18,200 ± 2,346 Mpc (∼59,4 millions d'al), ce qui est nettement à l'extérieur des valeurs de la distance de Hubble. Mais, puisque cette galaxie est relativement rapprochée du Groupe local, il est probable que cette valeur soit plus près de la distance réelle de NGC 3717. Notons que c'est avec la valeur moyenne des mesures indépendantes, lorsqu'elles existent, que la base de données NASA/IPAC calcule le diamètre d'une galaxie.

### Luminosité dans l'infrarouge
La luminosité de la galaxie NGC 3717 dans l'infrarouge lointain (de 40 à 400 µm)  est égale à 1,51 × 1010 {\displaystyle L_{\odot }} (1010,18{\displaystyle L_{\odot }}) et sa luminosité totale dans l'infrarouge (de 8 à 1 000 µm) est de 1,95 × 1010 {\displaystyle L_{\odot }} (1010,29{\displaystyle L_{\odot }}).

## Paire de galaxies

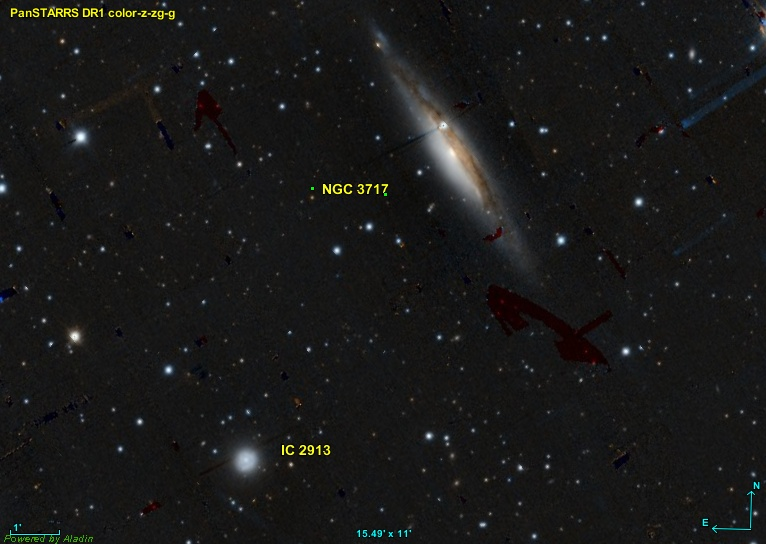
La paire de galaxies NGC 3717 et IC 2913.
NGC 3717 par le télescope spatial Hubble.

Selon Vaucouleurs et Corwin, NGC 3717 et IC 2913 forment une paire de galaxies.